# 9580 Tarumi
A 9580 Tarumi (ideiglenes jelöléssel 1989 TB11) a Naprendszer kisbolygóövében található aszteroida. Toshiro Nomura és Koyo Kawanishi fedezte fel 1989. október 4-én.